# Wyżnia Żłobista Ławka
Wyżnia Żłobista Ławka (słow. Vyšná zlobná lávka, ok. 2411 m) – wąska szczerbinka między pionowym uskokiem głównego wierzchołka Żlobistego Szczytu a Żłobistą Turnią w słowackich Tatrach Wysokich. Znajduje się w ich grani głównej w masywie Żłobistego Szczytu. Na północną stronę do Doliny Kaczej opada z niej stroma ściana przecięta wąską rysą. Ściana ta jest wspólna ze ścianą głównego wierzchołka Żłobistego Szczytu. Na południe opada z niej ścianka do depresji spod Niżniej Żłobistej Ławki.
Droga wspinaczkowa:
- Południowo-wschodnią granią z Niżnej Żłobistej Przełączki na Żłobisty Szczyt; I, miejsce II w skali tatrzańskiej, czas przejścia 1 godz.

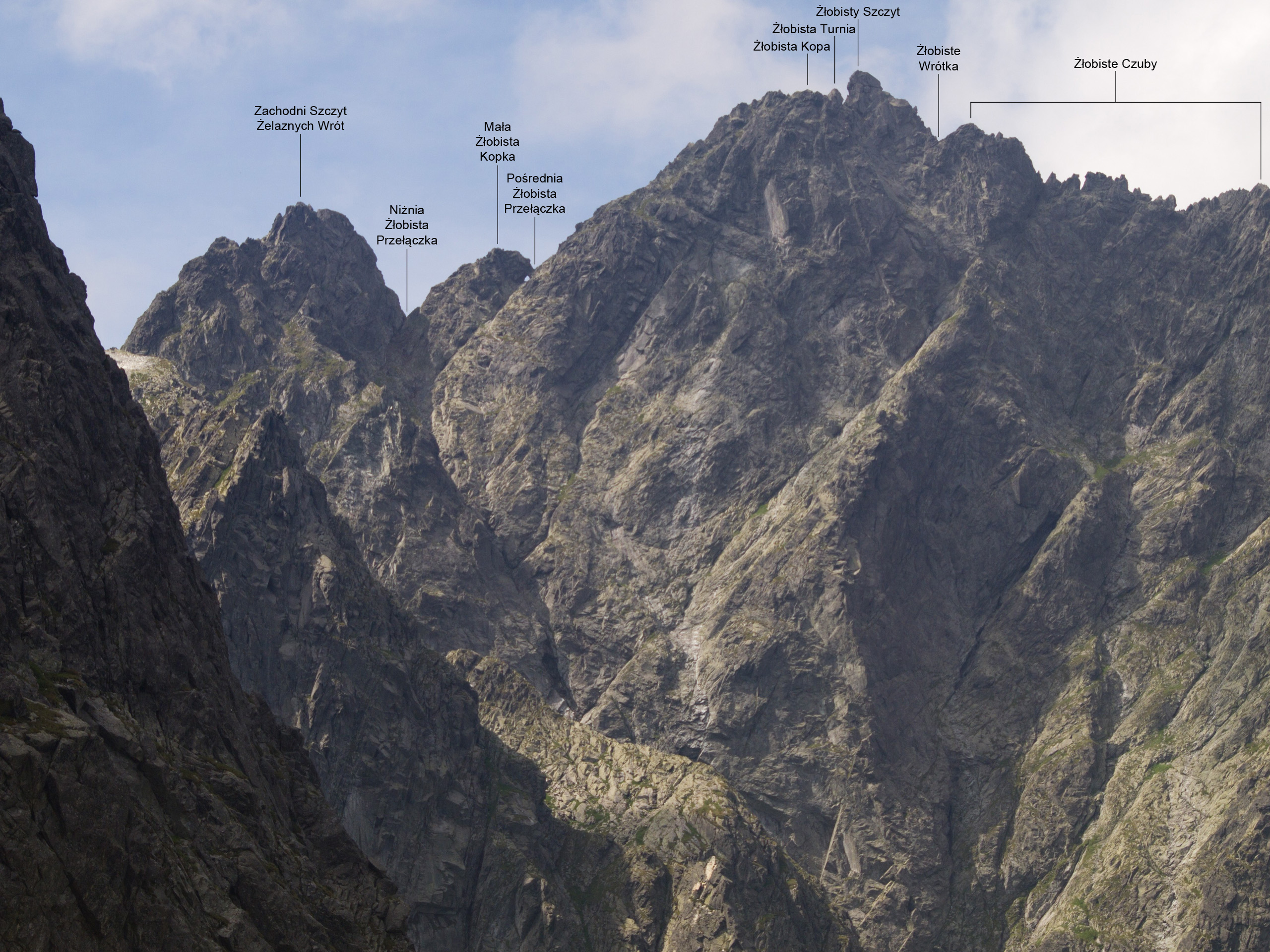
Widok znad Litworowego Stawu